# Christ Illusion
Christ Illusion è il nono album in studio del gruppo musicale statunitense Slayer, pubblicato l'8 agosto 2006 dalla American Recordings.

## Descrizione
Il disco ha segnato la prima pubblicazione di materiale inedito da parte del gruppo a distanza di cinque anni, nonché il primo a figurare il ritorno in formazione del batterista Dave Lombardo al posto di Paul Bostaph, riportando gli Slayer alla loro formazione storica.
Le sonorità del disco si distaccano abbastanza dallo stile del lavoro precedente: si ha un più che parziale ritorno alle origini (soprattutto a Seasons in the Abyss), con chitarre dal suono molto distorto ed oscuro e la riduzione degli elementi groove metal che avevano caratterizzato i precedenti Diabolus in Musica e God Hates Us All.
Eyes of the Insane (brano che parla degli effetti devastanti che arrecano gli orrori della guerra nella mente dei soldati, velato riferimento alla guerra in Iraq) e Black Serenade strizzano l'occhio ai pezzi presenti su Diabolus in Musica: le sonorità tendono a rifarsi ai generi metal più moderni. Catatonic, invece, è un brano cupo e lento, ispirato ai Black Sabbath di Paranoid e Master of Reality.

### Controversie
Non appena uscito, il disco scatenò subito furore e sdegno da parte di tante comunità religiose, da molti anni in continue divergenze con il gruppo. La prima accusa è rivolta alla copertina del disco, che presenta Gesù (con l'incisione "Jihad" nel petto) privo di un occhio e con gli avambracci tagliati che galleggia su un mare di sangue assieme ad altre teste mozzate (si presume che siano i suoi apostoli).
Altra accusa da parte dei religiosi riguarda i testi, in particolare del brano Cult, considerato altamente blasfemo. In questo brano il gruppo si scaglia contro la religione, riempiendola di ingiurie e definendola la causa di tutti i mali del mondo, come la guerra, il terrorismo e la carestia. Altro brano bersagliato è Jihad, che parla degli attentati dell'11 settembre 2001 al World Trade Center. Il brano non viene visto attraverso gli occhi del mondo occidentale ma del guerrigliero islamico. La canzone è stata attaccata da alcuni parenti delle vittime della trafedia, ma Kerry King ha subito risposto che il brano non prende le difese di nessuno e parla di ciò che è accaduto. King, autore di quasi tutti i pezzi e il principale accusato, dichiara inoltre che il gruppo nel disco si rivolge nei confronti di tutto e tutti: nei confronti della religione (non solo cristiana), della politica, della guerra e, soprattutto, dei falsi moralismi.
In India, a seguito delle proteste del gruppo religioso cristiano Catholic Secular Forum di Mumbai, la EMI Virgin India Ltd ha ritirato e distrutto tutte le copie in vendita a partire dal 6 ottobre 2006.

## Tracce
Testi e musiche di Kerry King, eccetto dove indicato.
1. Flesh Storm – 4:15
2. Catalyst – 3:07
3. Skeleton Christ – 4:22
4. Eyes of the Insane – 3:24 (testo: Tom Araya – musica: Jeff Hanneman)
5. Jihad – 3:31 (testo: Jeff Hanneman, Tom Araya – musica: Jeff Hanneman)
6. Consfearacy – 3:07
7. Catatonic – 4:53
8. Black Serenade – 3:16 (testo: Jeff Hanneman, Tom Araya – musica: Jeff Hanneman) – nell'edizione speciale viene rimpiazzata da una versione alternativa, della durata di 2:59
9. Cult – 4:40
10. Supremist – 3:51

Contenuto bonus nell'edizione speciale
- CD

1. Final Six – 4:10 (testo: Jeff Hanneman, Tom Araya – musica: Jeff Hanneman)

- DVD

1. Slayer on Tour '07 – 5:11
2. Eyes of the Insane (Music Video) – 3:53
3. South of Heaven (from the Upcoming "Unholy Alliance" DVD) – 4:46

## Formazione
Gruppo
- Tom Araya – voce, basso
- Jeff Hanneman – chitarra
- Kerry King – chitarra
- Dave Lombardo – batteria

Produttore
- Josh Abraham – produzione, missaggio
- Rick Rubin – produzione esecutiva
- John Ewing Jr. – ingegneria del suono
- Ryan Williams – assistenza al missaggio
- Dave Colvin – assistenza tecnica (NRG)
- Brian Walwick – assistenza tecnica (Westlake Studios)
- Vlado Meller – mastering

## Classifiche
| Classifica (2006)  | Posizione massima |
| ------------------ | ----------------- |
| Australia          | 9                 |
| Austria            | 6                 |
| Belgio (Fiandre)   | 19                |
| Belgio (Vallonia)  | 48                |
| Canada             | 3                 |
| Danimarca          | 14                |
| Finlandia          | 2                 |
| Francia            | 52                |
| Germania           | 2                 |
| Italia             | 18                |
| Norvegia           | 10                |
| Nuova Zelanda      | 10                |
| Paesi Bassi        | 8                 |
| Stati Uniti        | 5                 |
| Stati Uniti (rock) | 2                 |
| Svezia             | 4                 |
| Svizzera           | 11                |